# Leichtathletik-Europameisterschaften 1998/Hochsprung der Männer

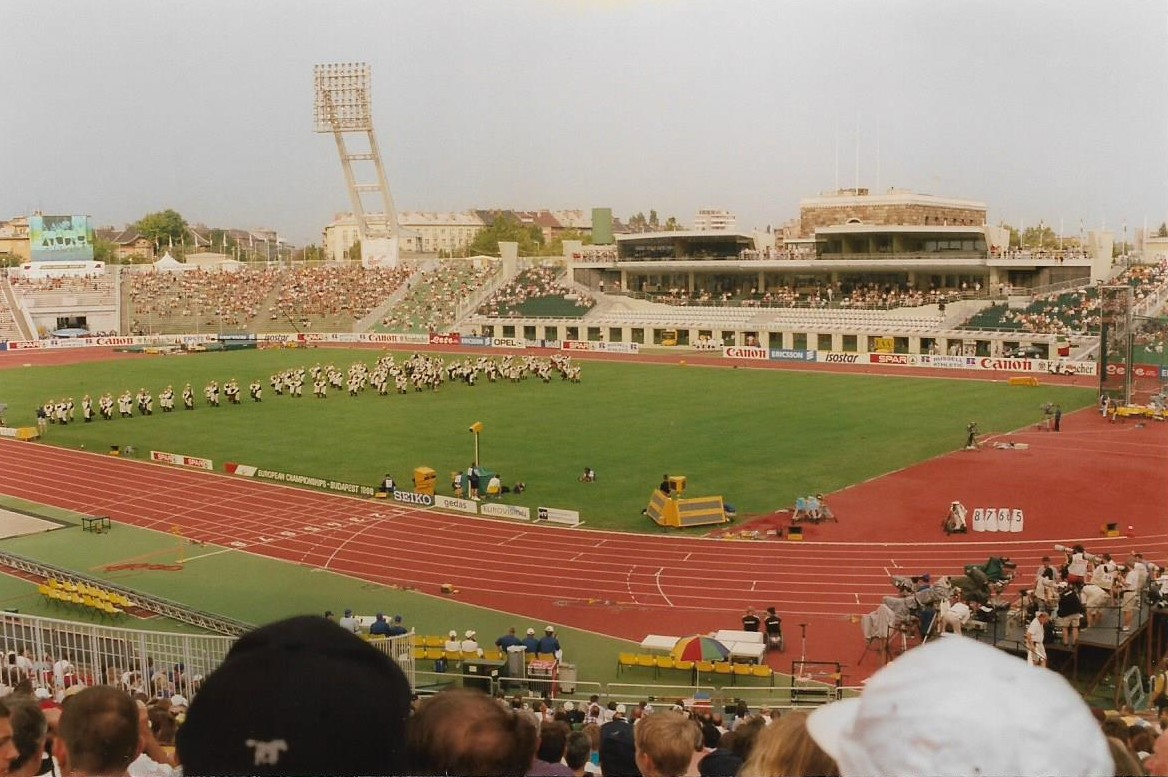
Das Népstadion von Budapest im Jahr 1998

Der Hochsprung der Männer bei den Leichtathletik-Europameisterschaften 1998 wurde am 19. und 21. August 1998 im Népstadion der ungarischen Hauptstadt Budapest ausgetragen.
Europameister wurde der polnische EM-Zweite von 1994, Olympiadritte von 1992/1996, Vizeweltmeister von 1993/1997 und WM-Dritte von 1995 Artur Partyka. Er gewann vor dem Briten Dalton Grant. Bronze ging an den Russen Sergei Kljugin.

## Bestehende Rekorde
| Weltrekord           | 2,45 m | Javier Sotomayor | Salamanca, Spanien    | 27. Juli 1993   |
| Europarekord         | 2,42 m | Patrik Sjöberg   | Stockholm, Schweden   | 30. Juni 1987   |
| Meisterschaftsrekord | 2,35 m | Dragutin Topić   | EM Helsinki, Finnland | 10. August 1994 |

Der bestehende EM-Rekord wurde bei diesen Europameisterschaften nicht erreicht. Die größte Höhe mit jeweils 2,34 m erzielten im Finale der polnische Europameister Artur Partyka (erster Versuch) und der britische Vizeeuropameister Dalton Grant, (zweiter Versuch), womit sie nur einen Zentimeter unter dem Rekord blieben. Zum Europarekord fehlten ihnen acht, zum Weltrekord elf Zentimeter.

## Legende
Kurze Übersicht zur Bedeutung der Symbolik – so üblicherweise auch in sonstigen Veröffentlichungen verwendet:
| NM  | keine Höhe (no mark)  |
| ogV | ohne gültigen Versuch |
| –   | verzichtet            |
| o   | übersprungen          |
| x   | ungültig              |

## Qualifikation
19. August 1998
24 Wettbewerber traten in zwei Gruppen zur Qualifikationsrunde an. Die Qualifikationshöhe für den direkten Finaleinzug betrug 2,26 m. Nachdem klar war, dass 2,24 m für das mindestens aus zwölf Athleten bestehende Finale reichen würden, weil nicht mehr als zwölf Teilnehmer diese Höhe übersprungen hatten, wurde die Qualifikation nicht weiter fortgesetzt. Alle zwölf Hochspringer, die 2,24 m gemeistert hatten (hellgrün unterlegt), bestritten zwei Tage später das Finale.

### Gruppe A

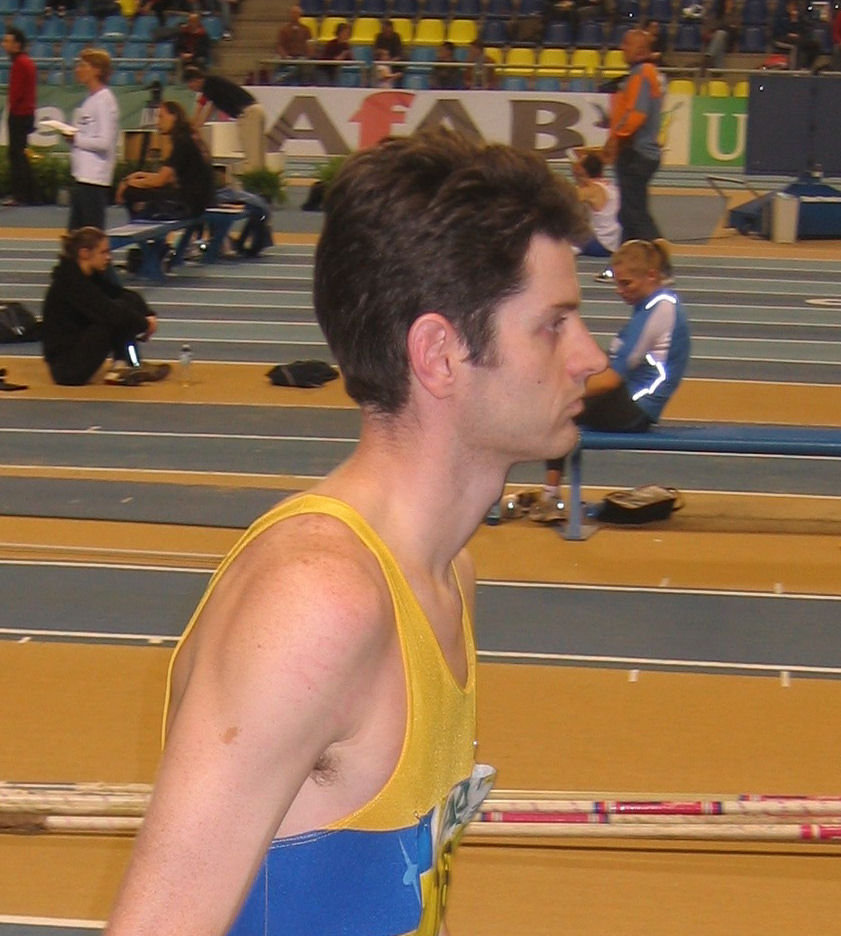
Wilbert Pennings übersprang 2,20 m und schied damit aus

| Platz | Name              | Nation                  | Höhe (m) |
| ----- | ----------------- | ----------------------- | -------- |
| 1     | Staffan Strand    | Schweden                | 2,24     |
| 1     | Tomáš Janků       | Tschechien              | 2,24     |
| 1     | Dragutin Topić    | BR Jugoslawien          | 2,24     |
| 1     | Artur Partyka     | Polen                   | 2,24     |
| 1     | Martin Buß        | Deutschland             | 2,24     |
| 6     | Dimítrios Kokótis | Griechenland            | 2,24     |
| 7     | Dalton Grant      | Großbritannien          | 2,24     |
| 8     | Elvir Krehmić     | Bosnien und Herzegowina | 2,20     |
| 9     | Ramon Kaju        | Estland                 | 2,20     |
| 10    | Alexej Krysin     | Russland                | 2,20     |
| 10    | Wilbert Pennings  | Niederlande             | 2,20     |
| 12    | Itai Margalit     | Israel                  | 2,15     |

### Gruppe B
| Platz | Name                  | Nation         | Höhe (m) |
| ----- | --------------------- | -------------- | -------- |
| 1     | Steinar Hoen          | Norwegen       | 2,24     |
| 1     | Stefan Holm           | Schweden       | 2,24     |
| 3     | Sergei Kljugin        | Russland       | 2,24     |
| 4     | Christian Rhoden      | Deutschland    | 2,24     |
| 5     | Brendan Reilly        | Großbritannien | 2,24     |
| 6     | Oskari Frösén         | Finnland       | 2,20     |
| 7     | Henads Maros          | Belarus        | 2,15     |
| 7     | Konstadínos Liápis    | Griechenland   | 2,15     |
| 9     | Ignacio Pérez         | Spanien        | 2,15     |
| 10    | Isik Bayraktar        | Türkei         | 2,10     |
| NM    | Jan Janků             | Tschechien     | ogV      |
| NM    | Konstantin Matusevich | Israel         | ogV      |

## Finale

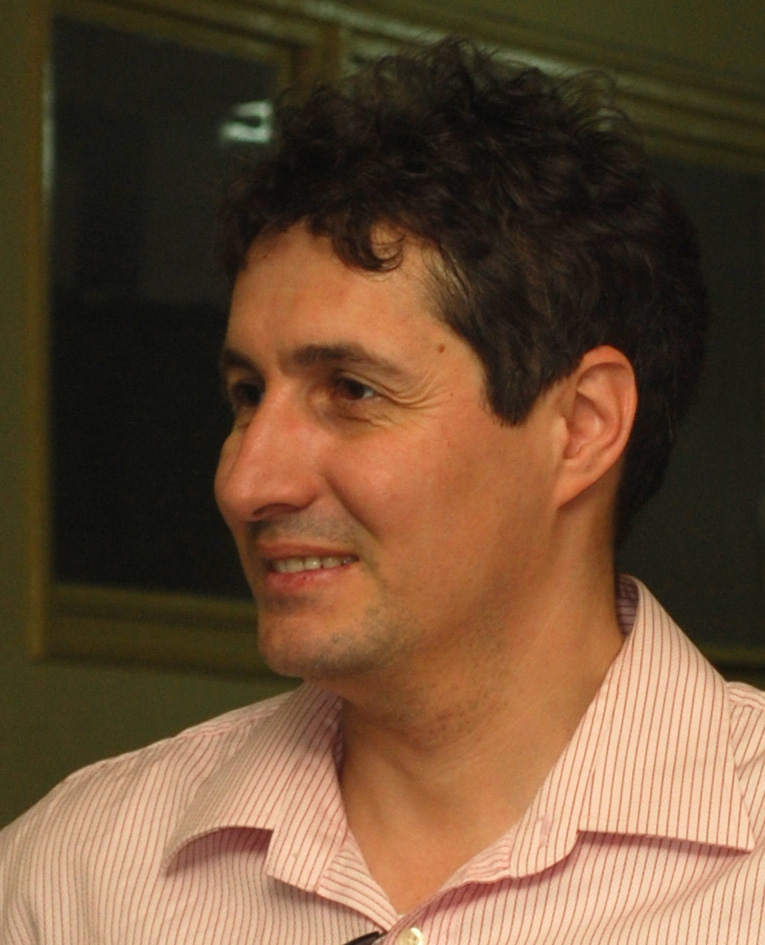
Artur Partyka errang hier nach vielen olympischen, WM- und EM-Medaillen seinen ersten großen Titel

21. August 1998
| Platz | Name              | Nation         | Resultat (m) | 2,15 m | 2,20 m | 2,24 m | 2,27 m | 2,30 m | 2,32 m | 2,34 m | 2,36 m | 2,38 m |
| 1     | Artur Partyka     | Polen          | 2,34         | o      | –      | o      | –      | o      | –      | o      | xxx    |        |
| 2     | Dalton Grant      | Großbritannien | 2,34         | xo     | o      | –      | x–     | xo     | x–     | xo     | –      | xxx    |
| 3     | Sergei Kljugin    | Russland       | 2,32         | –      | o      | o      | o      | o      | o      | xx–    | x      |        |
| 4     | Martin Buß        | Deutschland    | 2,32         | –      | o      | o      | o      | o      | xo     | xxx    |        |        |
| 5     | Dimítrios Kokótis | Griechenland   | 2,30         | –      | o      | –      | o      | o      | xxx    |        |        |        |
| 6     | Steinar Hoen      | Norwegen       | 2,30         | –      | xo     | xo     | o      | xo     | x–     | xx     |        |        |
| 7     | Stefan Holm       | Schweden       | 2,27         | –      | o      | xo     | o      | x–     | xx     |        |        |        |
| 8     | Staffan Strand    | Schweden       | 2,27         | –      | o      | –      | xxo    | xx–    | x      |        |        |        |
| 9     | Brendan Reilly    | Großbritannien | 2,24         | –      | –      | o      | xx–    | x      |        |        |        |        |
| 9     | Dragutin Topić    | BR Jugoslawien | 2,24         | –      | o      | o      | –      | –      | xxx    |        |        |        |
| 11    | Christian Rhoden  | Deutschland    | 2,24         | o      | xo     | o      | xxx    |        |        |        |        |        |
| 12    | Tomáš Janků       | Tschechien     | 2,24         | o      | o      | xo     | xxx    |        |        |        |        |        |

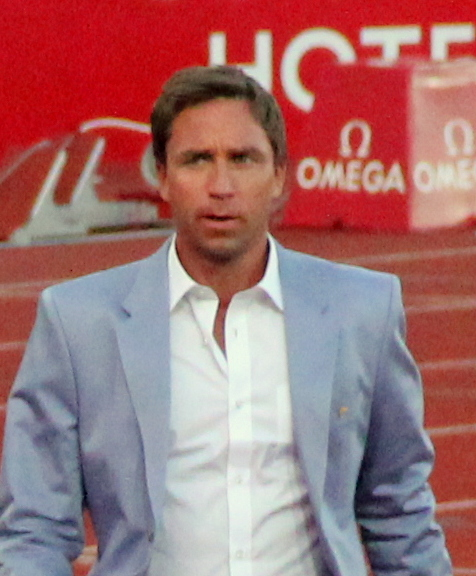
Titelverteidiger Steinar Hoen erreichte Platz sechs
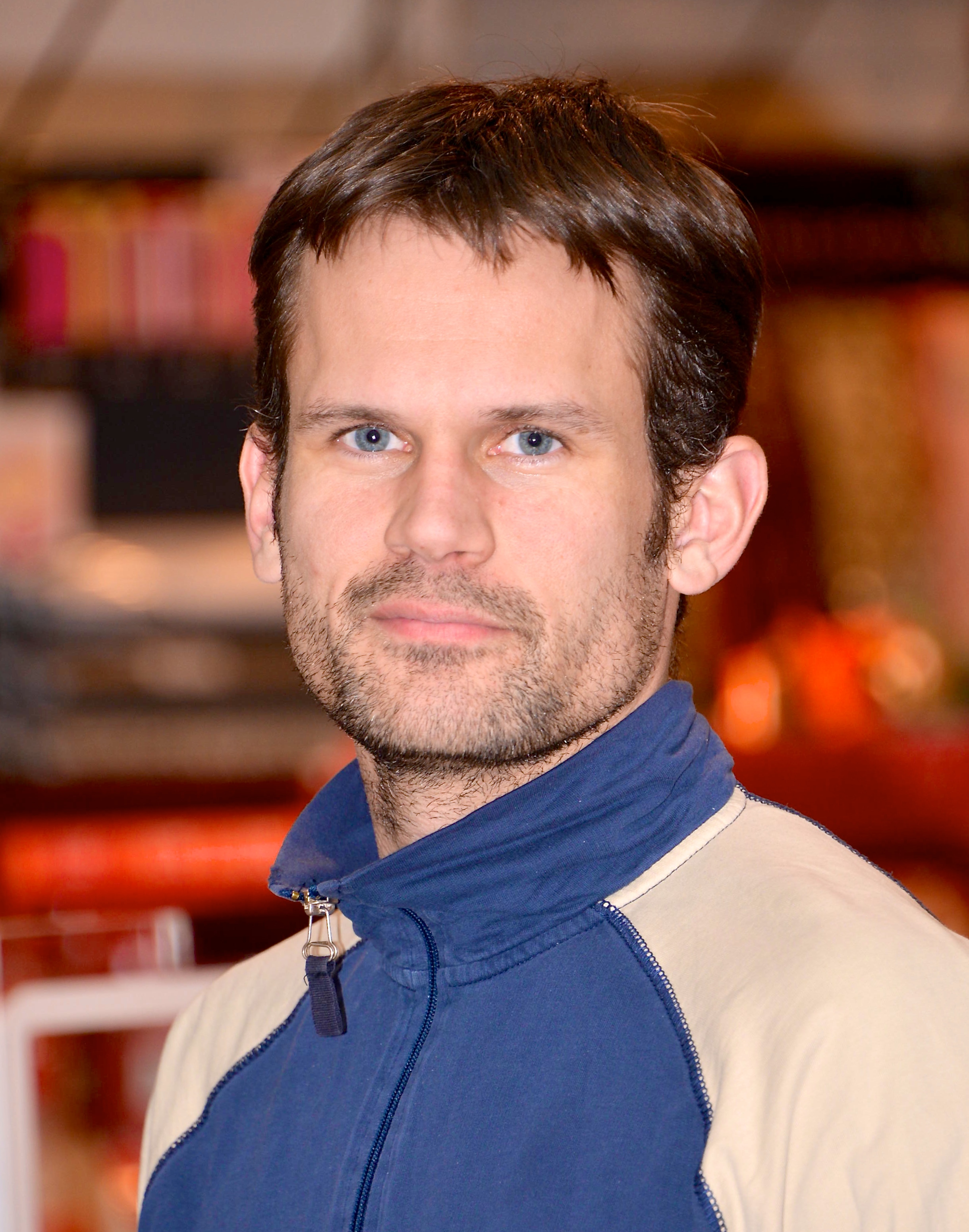
Stefan Holm kam auf den siebten Platz
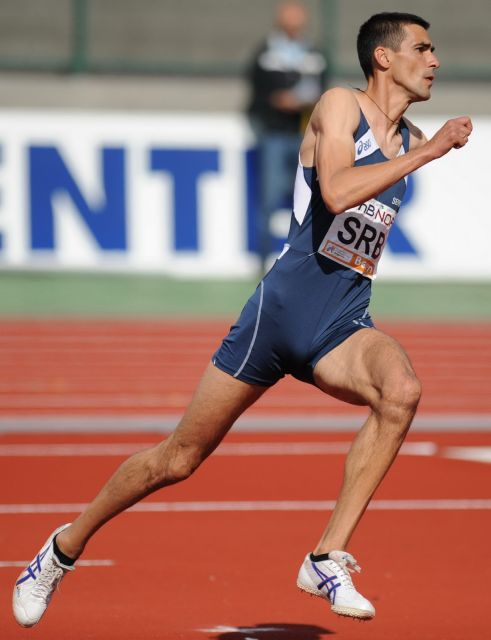
Der Europameister von 1990 Dragutin Topić belegte den geteilten neunten Rang

## Videolinks
- Men's High Jump European Champs Budapest August 1998, youtube.com, abgerufen am 7. Januar 2023
- Men's High Jump European Champs Budapest 1998, youtube.com, abgerufen am 7. Januar 2023